# Taisan-ji (Matsuyama)
Taisan-ji (太山寺?) es un templo Shingon templos budistas en Japón en Matsuyama, Prefectura de Ehime, Japón. Es el templo n.º 52 en la peregrinación del camino de Shikoku, y el templo n.º 3 en los Trece sitios budistas de Iyo. El Salón principal (budismo japonés) Hondō es un Tesoro nacional de Japón.

## Historia
Se dice que Taisan-ji fue fundado por un rico comerciante de Kyushu en el siglo VI, después de haber sido salvado de un naufragio por Jūichimen Kannon. El templo disfrutó del patrocinio imperial desde la época del Emperador Shōmu.

## Edificios
- Hondō (período Kamakura ), (Tesoro Nacional)[3][4][5]
- Niōmon (período Kamakura) (Bienes culturales importantes)[6][7][8]

## Tesoros
- estatua de madera de Jūichimen Kannon (木造十一面観音立像?) (período Heian) (Bienes culturales importantes)[9][10][11]
- estatua de madera de Jūichimen Kannon (hibutsu) (木造十一面観音立像?) (período Heian) (Bienes culturales importantes)[12][13]